# Universidad Laboral de Gijón
La Universidad Laboral de Gijón es un edificio situado en la parroquia de Cabueñes del concejo de Gijón (Principado de Asturias, España). Destaca por ser la obra arquitectónica más importante de cuantas se realizaron en Asturias durante el siglo XX. Además, con sus 270 000 m², es el edificio de más grande de España. Está declarado Bien de interés cultural con la categoría de Monumento desde 2016.
Desde su construcción entre 1948 y 1957, y hasta el año 1979, fue una Universidad Laboral. Se trataba de una institución educativa que no era una universidad en el sentido académico tradicional, sino que estaba orientada a proporcionar formación profesional. Tras décadas de desuso y abandono, en 2007 se convirtió en Laboral Ciudad de la Cultura, un gran complejo cultural que engloba equipamientos como la Radiotelevisión del Principado de Asturias, LABoral Centro de Arte y Creación Industrial y la Facultad de Comercio, Turismo y Ciencias Sociales de la Universidad de Oviedo. A su vez está integrada en la Milla del Conocimiento Margarita Salas.

## Historia

### Origen
Tras suceder en febrero de 1946 un grave accidente laboral en una mina de Aller (cuenca del Caudal), el subsecretario del Ministerio de Trabajo, Carlos Pinilla Turiño, que acudió al funeral de las víctimas de dicho accidente, se reunió en Gijón con un grupo de personalidades locales como Alejandro Pidal Guilhou; Álvaro Armada Ulloa, octavo conde de Revillagigedo, y Ricardo Heredia Guilhou, tercer conde de Benahavís, lideradas por el industrial minero José María Fernández «el Pontico», para impulsar una institución cuyo objetivo era la creación de un orfanato minero para ayudar a los afectados. Dicha institución había sido constituida de manera formal en escritura pública el 6 de octubre de 1945 con el nombre de Fundación Benéfico Docente «José Antonio Girón», en homenaje al entonces ministro de Trabajo.
El objetivo fundacional concreto fue el de formar a niños huérfanos de padres víctimas de accidentes laborales en la minería, para lo que se proyectó un edificio que pudiera atender a mil alumnos y que contara con las distintas dependencias requeridas para el desarrollo de la vida estudiantil, como residencia, escuela, talleres industriales, granja, instalaciones deportivas o campos de cultivo.
El Ministerio de Trabajo encomendó a la Junta del Patronato de la Fundación la responsabilidad de llevar adelante la obra por Orden de 14 de junio de 1946. De este modo Girón de Velasco, ministro de Trabajo, "apadrina" el proyecto.

### Equipo técnico
Se encargó la construcción del complejo a un equipo de arquitectos dirigido por el madrileño Luis Moya Blanco y formado por él mismo, su hermano Ramiro Moya Blanco, Pedro Rodríguez A. de la Puente y el gijonés José Marcelino Díez Canteli. Los mejores técnicos de la época se ocuparon de las diferentes especialidades que la obra demandó. De este modo se formó un extenso equipo de trabajo formado por:
- Arquitectos: El equipo principal lo formaron Luis Moya Blanco, Ramiro Moya Blanco, Pedro Rodríguez A. de la Puente y José Marcelino Díez Canteli. También colaboraron Luis García Amorena, Manuel Thomas y el ingeniero Juan Moya Blanco para el cálculo y diseño de la estructura, así como el matrimonio de Manuel López Mateos y María Juana Ontañón, que diseñaron el Parainfo.
- Aparejadores y técnicos: Manuel de las Casas Rementería, Alberto Fernández García, Luis Junquera, Fernando Martín y José María Mendoza. Gabino Figar, ingeniero agrónomo, elaboró la Granja Escuela.
- Jardineros: Javier Winthuyssen, Inspector Nacional de Parques y Jardines Artísticos;
- Ornamentación: Manuel Álvarez Laviada y Florentino Trapero como escultores; mosaicos por Santiago Padrós sobre trabajos del pintor Joaquín Valverde; y los importantes murales que cubren el acceso al teatro y que coronan superiormente el escenario son obra de Enrique Segura.

### Construcción y consolidación
Se adquirieron en la carretera de Gijón a Villaviciosa, al sur de la parroquia de Somió, unos terrenos con una superficie de 1 544 572 m², de los que 381 551 m² lo fueron mediante el trámite de expropiación forzosa. Otra superficie complementaria, de 1 464 300 m², se adquirió para la Granja Lloreda, en El Infanzón.

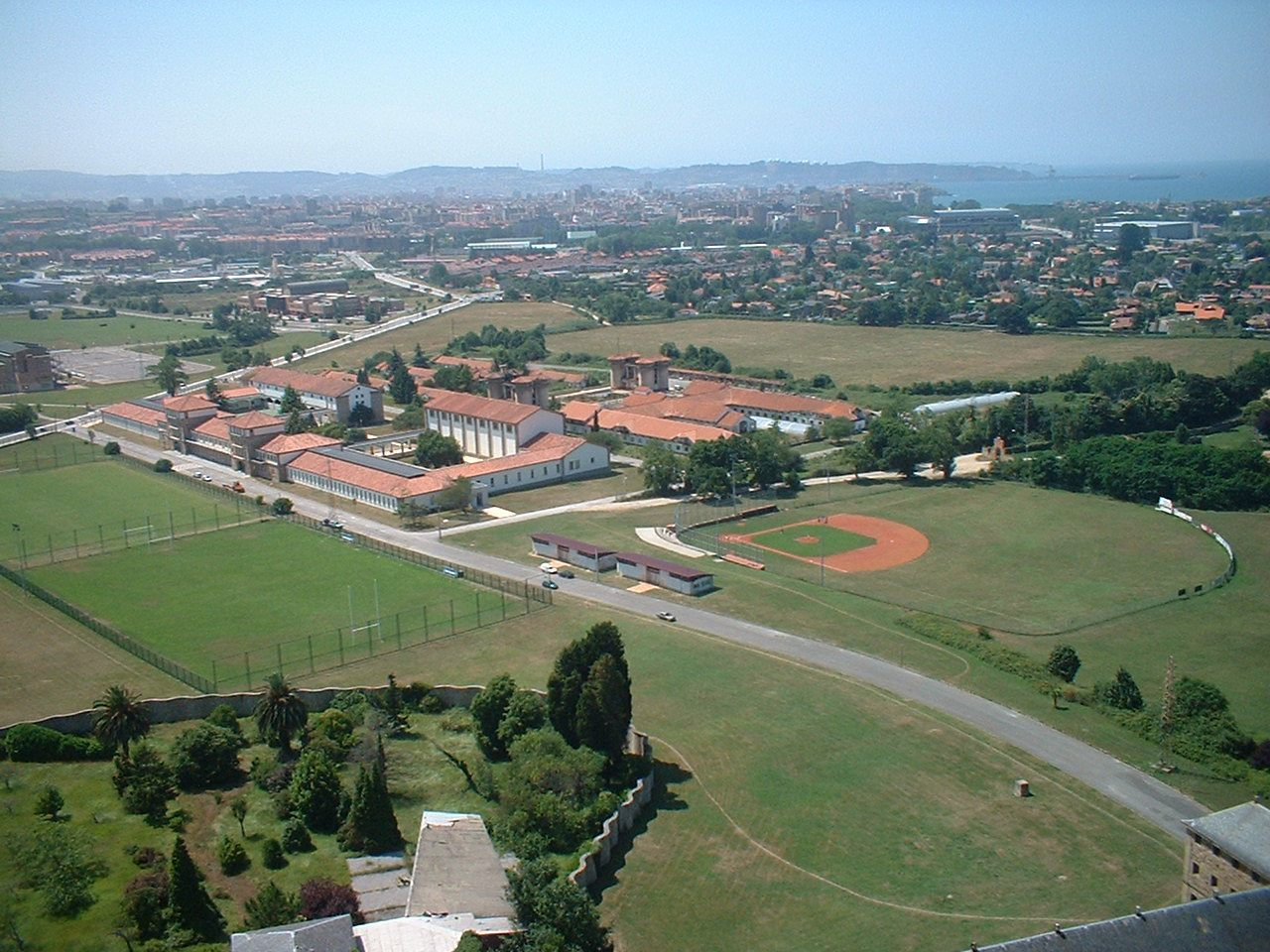
Granja anexa al edificio, actual IES Universidad Laboral

Las obras se iniciaron el 1 de abril de 1948, día de la Victoria, y se prolongaron hasta febrero de 1957.El primer curso escolar comenzó en 1955.
Durante el transcurso de las obras, en 1950, el ministro de Trabajo, Girón, anunció la creación de las Universidades Laborales, destinadas a la formación profesional de los jóvenes con una gran ideología nacionalsindicalista y católica.La primera Universidad Laboral de España fue la de Gijón, creada en 1955 al iniciarse el curso lectivo en la Universidad Laboral «José Antonio Girón». De este modo desaparece parcialmente su enfoque como orfanato minero.
La Fundación «José Antonio Girón» se disuelve a nivel económico en 1954 y se integra en la Caja de Seguros de las Mutualidades Laborales, que era la mayor aportadora de fondos de la enorme obra. A pesar de eso, la gestión de la Universidad siguió en manos del Patronato de la fundación, formado por varias personalidades y especialmente por José Antonio Girón. Sin embargo, en 1957 Girón fue destituido como ministro debido a su creciente protagonismo dentro del gobierno de Francisco Franco y, puesto que las universidades laborales, y en especial la de Gijón, eran prácticamente un proyecto personal suyo, se decidió la disolución del Patronato y la gestión del centro se transfirió exclusivamente al Ministerio de Trabajo.En 1957 se paralizaron las obras y se inició una investigación ante sospechas de despilfarro en la construcción, aunque sus conclusiones acabaron siendo incluso positivas sobre el bajo coste del enorme conjunto.
Las obras constaron 742.231.656 pesetas.

### Actividad educativa y declive
La enseñanza y dirección del centro se encomendó en 1955 a la Compañía de Jesús por deseo expreso de José Antonio Girón, puesto que estaba previamente otorgada a la Congregación Salesiana.Los jesuitas se encargaron de las labores administrativas y educativas hasta 1978.La intendencia del enorme complejo se encargó la Orden de las hermanas pobres de Santa Clara (Clarisas), que se instalaron el área más occidental del centro y administraron al personal de servicios.
Al comienzo de su primer año de actividad, en octubre de 1955, la Universidad Laboral acogió en total a 408 niños. Sin embargo, las obras se prolongarían hasta 1958, cuando se completa el teatro.
En 1978 se entregó la dirección a personal docente secular de las Universidades Laborales, que sustituyó a los jesuitas.Ese mismo año las universidades laborales pasan a formar parte del Ministerio de Educación y en 1979 se sustituyen por los Centro de Enseñanzas Integradas.Este centro impartiría Bachillerato, C. O. U., Formación Profesional y Educación Universitaria y la educación permanente de adultos. En 1995 el CEI se disuelve en favor del «Instituto de Educación Secundaria Universidad Laboral». Este instituto sería el más grande de España, contando con más de 2.000 alumnos en todos los niveles de la educación secundaria española. En el año 2002 se trasladó a la antigua granja de Somió.
El 24 de diciembre de 1996 se rescindió el convenio con las monjas, que se trasladaron a un nuevo monasterio en Cigales. El inmueble a lo largo de los 1990 entró en un estado de deterioro debido al desuso de la mayoría de sus espacios.

### Reconversión en los 2000 y actualidad

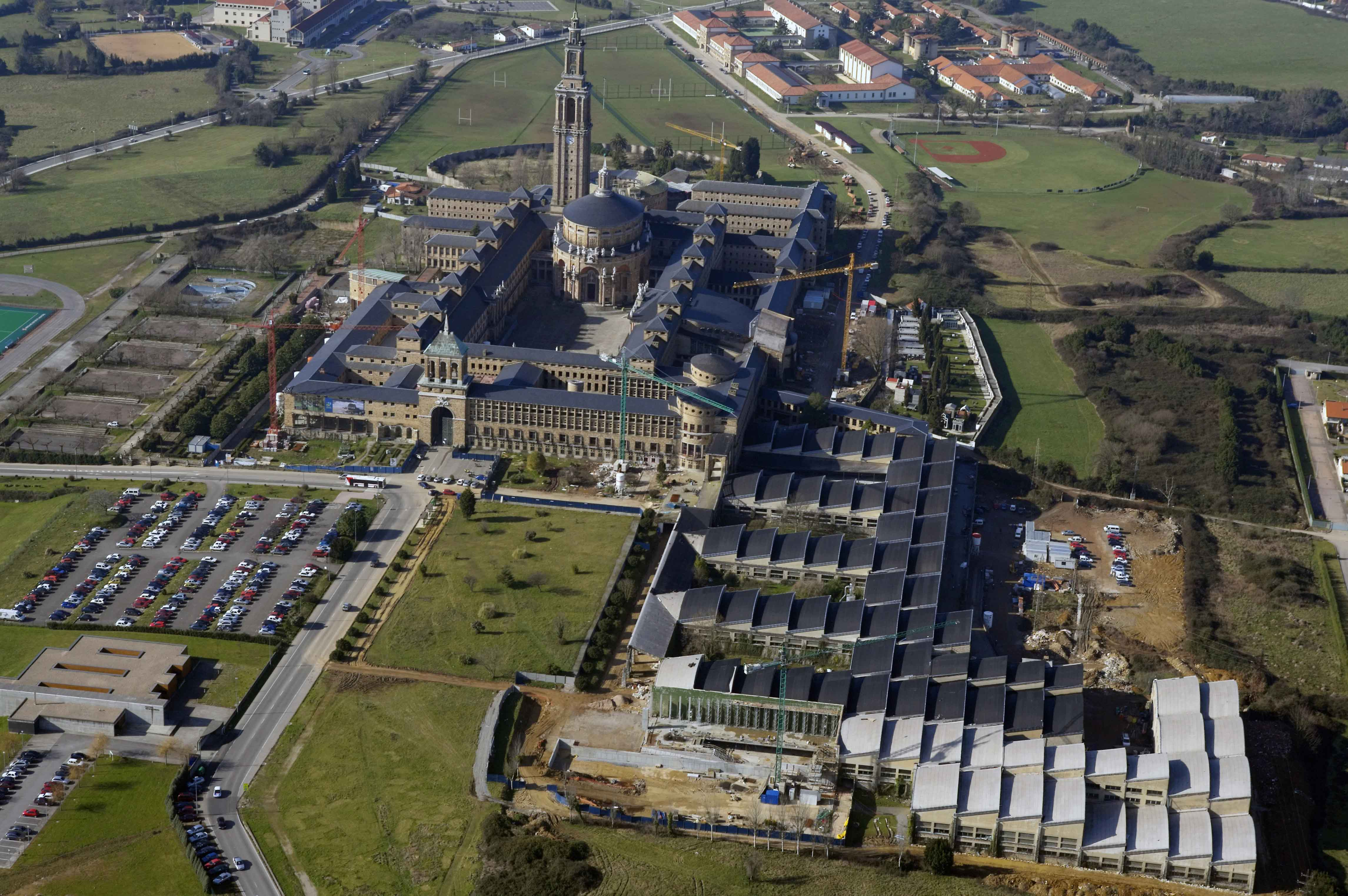
Rehabilitación en febrero de 2006

En el año 2001 el Ministerio de Educación transfiere la titularidad del complejo al Gobierno del Principado de Asturias.
En mayo de 2003 se presentó el Plan de Usos, donde se detallaba las funciones que tendría cada sector del edificio (véase Uso Actual). Para poder habilitar estos usos se efectúan a lo largo de la década hasta dieciocho adecuaciones y rehabilitaciones distintas del complejo. Estuvieron coordinadas por Antonio E. Cuartas y Sergio Barragán, bajo la supervisión de la Consejería de Educación y Cultura. El grueso de las reformas se prolongarían entre 2005 y 2007 y se finalizaron en su totalidad en 2008. Sólo quedó un elemento sin concluir por culpa de la crisis: un hotel de cinco estrellas.
Las actuaciones se licitaron entre 2004 y 2007 por 77,8 millones de euros aunque el presupuesto de ejecución final alcanzó los 82,2 millones de euros. El mayor sobrecoste lo tuvo la reforma del teatro, que pasó de 7,7 millones a 11,57 millones de euros.
La reforma de las instalaciones se englobaría bajo la marca Laboral, ciudad de la cultura. La "Ciudad de la cultura" sería la principal apuesta cultural del gobierno de Vicente Álvarez Areces y sería inaugurada formalmente por éste el 29 de marzo de 2007.
En 2016 el edificio y su entorno fue declarado Bien de Interés Cultural.
Tras tres licitaciones desiertas en julio de 2023 comenzaron las obras de rehabilitación de la cúpula de la iglesia, una de las actuaciones más demandas. Costarán algo menos de 800.000 y finalizarán en junio de 2024.

## Arquitectura

### Planteamiento
La Universidad Laboral de Gijón ha sido señalada, junto con la sede del antiguo Ministerio del Aire y el Valle de los Caídos, como uno de los más significativos ejemplos de la arquitectura franquista de la etapa autárquica de la dictadura. En este edificio, al igual que en muchas otras construcciones de su mismo periodo, se hizo uso de principios historicistas y eclécticos ―y, por tanto, totalmente anacrónicos― que se alejaban del racionalismo, estilo extendido por todo el mundo durante la primera mitad del siglo XX. Se buscaba de esta forma encontrar una estética propia de la nación española.
La obra arquitectónica del autor principal de la Universidad Laboral, Luis Moya Blanco, estaba alineada con estos ideales. En efecto, su extremado clasicismo y claro reniego de la modernidad le valieron la crítica de otros arquitectos afines al régimen franquista. De hecho, en el edificio gijonés hay claras referencias a la tradición clásica greco-romana, hispanomusulmana, renacentista y barroca. Es importante destacar asimismo la frecuente utilización de la piedra como material de construcción en gran parte de la Universidad Laboral. No obstante, Moya Blanco justificó esta elección haciendo referencia a la escasez de otros más modernos e industriales como el hormigón, el hierro o el cristal por el empobrecimiento del país traído por la guerra.

### Descripción
El edificio está construido de espaldas a la ciudad de Gijón. Luis Moya lo diseñó de este modo a imagen y semejanza del Partenón de Atenas y con la misma intención: que para acceder a su interior hubiera que rodearlo para apreciarlo en toda su magnificencia. Sigue las directrices del estilo neoherreriano y neoclásico, propios de la arquitectura del franquismo.
La planta está conformada en base de un enorme rectángulo, centrado en el gran patio central y con una sucesión de patios interiores de menor tamaño. Destacan las construcciones no rectangulares de la iglesia y el convento, en el extremo oeste del edificio. Una característica del edificio es su asimetría, especialmente visible en la posición de su acceso principal y en la torre así como en el diseño de la planta.

#### Puerta

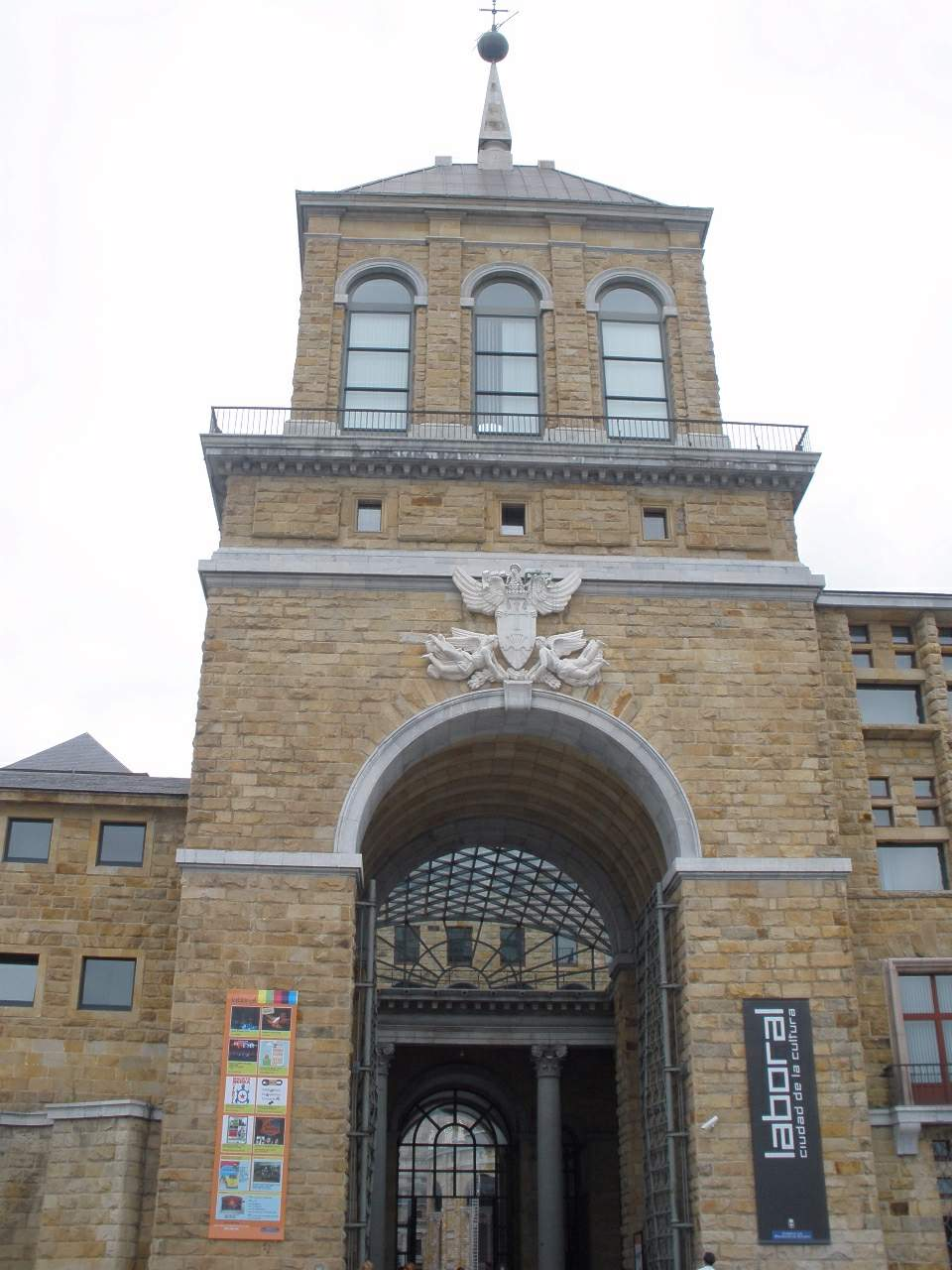
Acceso principal

Está situada en la fachada principal, con un arco de entrada rematado en forma de torre. Sobre este arco, de medio punto, se sitúa una cruz de la Victoria con el águila de San Juan y el yugo y flechas de los Reyes Católicos, adornado con dos ángeles de tenantes.

#### Atrio corintio

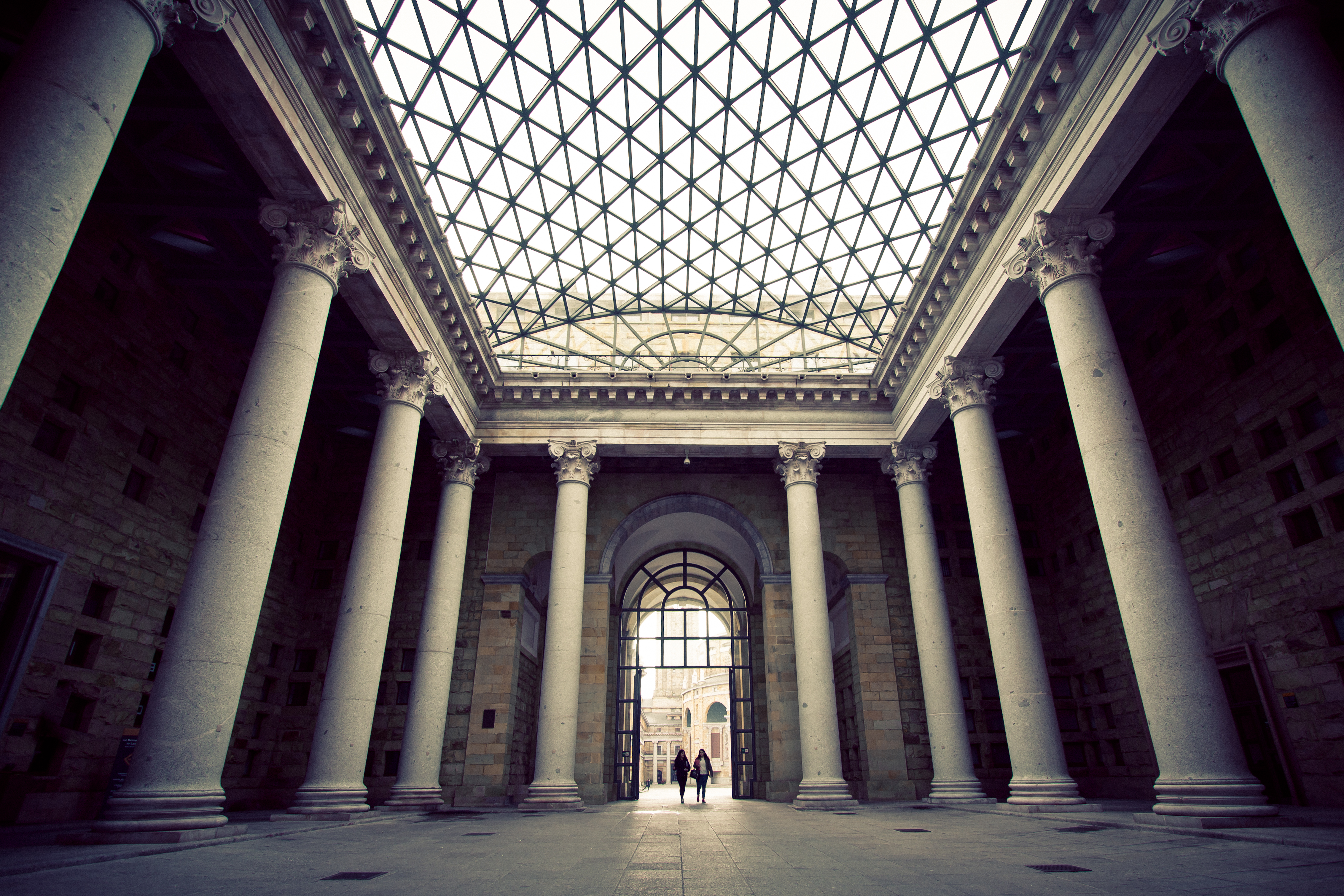
Patio corintio, acceso al complejo

Situado tras la torre-puerta, es un patio rectangular a la manera de atrium corintio, con diez columnas de granito de diez metros y medio de altura cada una. Su objetivo, en palabras de Moya era «proporcionar la debida impresión de dignidad en el acceso a la gran plaza y preparar su escalada». Tras pasar el atrio, un acceso al patio se convierte en punto de fuga que muestra la torre y la iglesia. En la reforma de 2007 se añade un techo acristalado.

#### Patio central

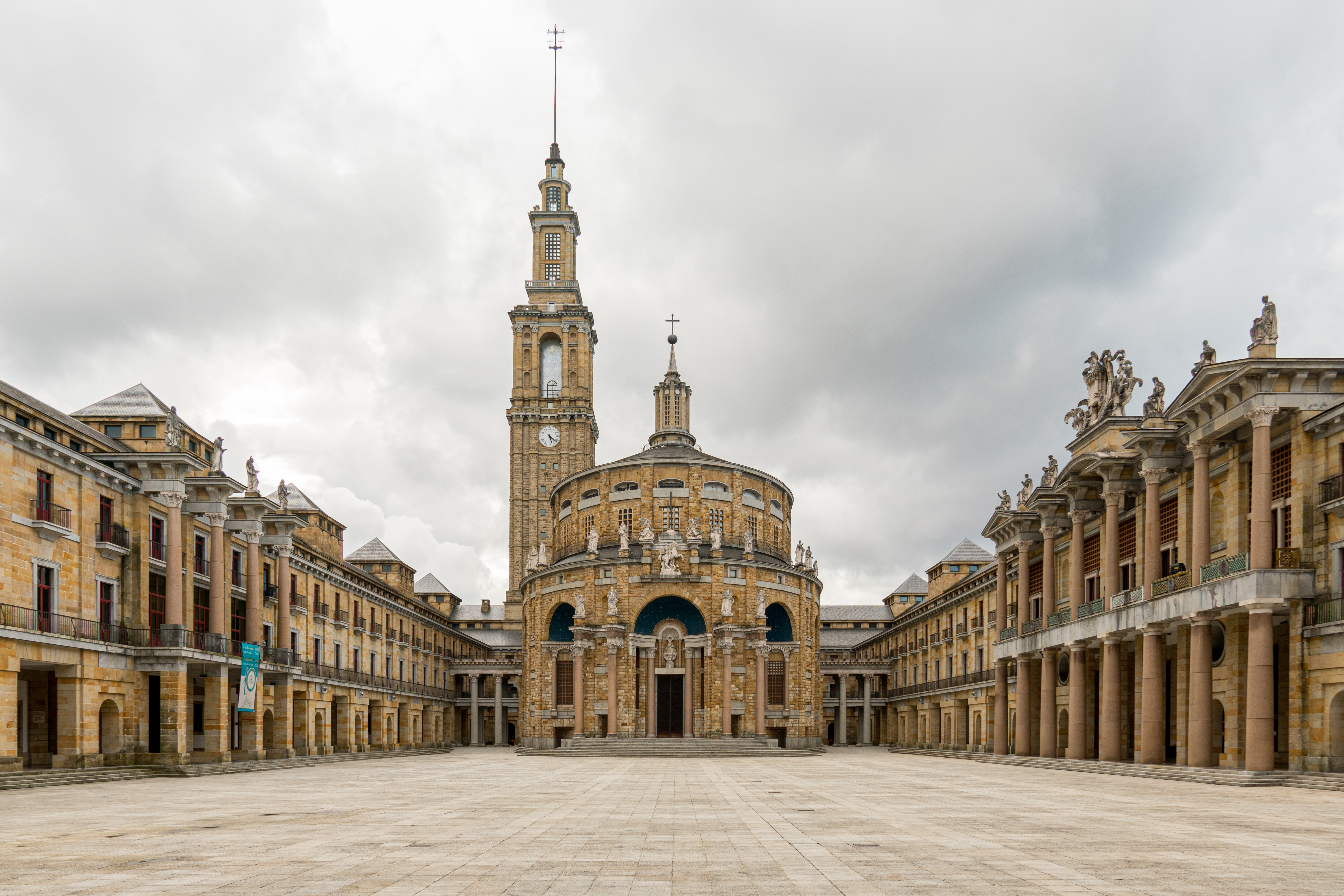
Patio central y exterior de la iglesia.

Es un patio descubierto de ciento cincuenta metros de largo por cincuenta de ancho que hace la función de plaza mayor del recinto, estructurándose todo el complejo en torno a él. Tiene unas dimensiones similares a las de la plaza de San Marcos en Venecia. Se encuentra presidido por la iglesia y su torre al frente, soportales a la izquierda y el teatro neoclásico a la derecha.

#### Iglesia

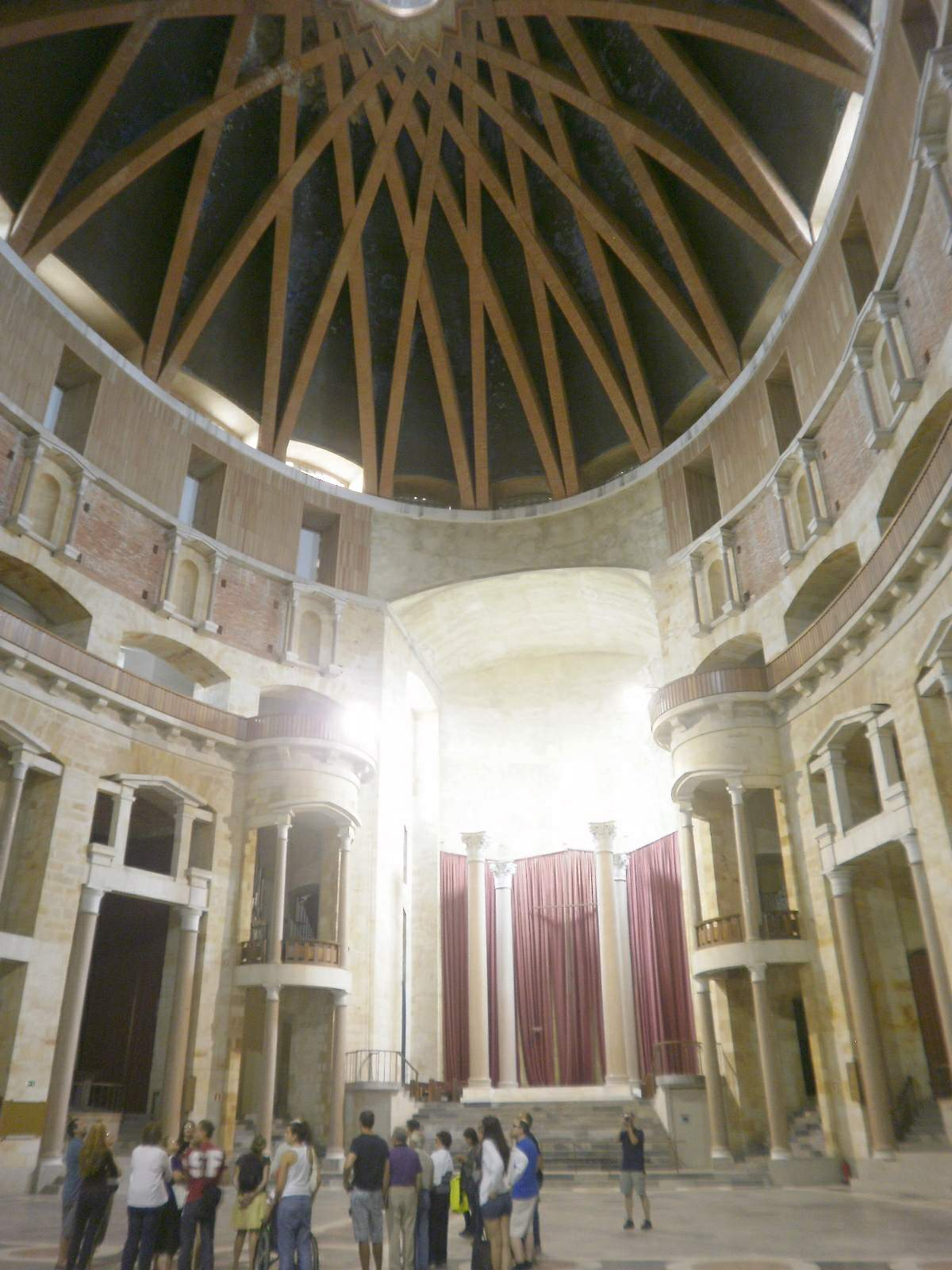
Interior del templo

La iglesia es sin duda el edificio más espectacular del conjunto arquitectónico de la Universidad Laboral. Con una superficie de 38,40 m por 24 metros, es una de las iglesias de planta elíptica más grandes del mundo. Se aprecia cierta similitud, especialmente interior, con la iglesia de San Agustín de Madrid, del mismo autor. 
En el exterior, sobre el dintel de la puerta, está colocada una imagen de la Virgen de Covadonga en una hornacina central y, flanqueándola, cuatro columnas corintias sostienen las imágenes de San José, San Ignacio, San Pedro y San Pablo. La imagen de San José destaca por carecer de cabeza como consecuencia del accidente que se produjo cuando se desprendió la gran esfera metálica situada sobre la puerta de la iglesia. Por encima, el Apóstol Santiago a caballo y dos ángeles adorando una reproducción de la Cruz de la Victoria, símbolo de Asturias, obra del escultor José Espinós Alonso realizada en bronce con incrustaciones de cristales, mármoles y piedras de color. También a ambos lados de la hornacina central, otras dieciséis estatuas representan a San Juan de la Cruz, San Juan Bosco, San Vicente Ferrer, San Melchor de Quirós, Santa Clara, San Juan de la Cruz, San Pedro de Alcántara, San Lorenzo, San Isidoro, Santa Teresa de Jesús, Santo Domingo de Guzmán, San Francisco, San José de Calasanz, Santa Eulalia, Fernando III el Santo, San Isidro y Santo Toribio.
El interior se halla cubierto por una cúpula con un peso estimado de dos mil trescientas toneladas y montada sobre 40 nervaduras de ladrillos cruzadas entre sí que sostienen la estructura. La altura desde el suelo hasta el inicio de los arcos de la cúpula es de 25 metros y de 33 hasta el centro del óculo. Por este debería entrar la luz del sol e iluminar el centro de la iglesia, aunque en la actualidad no es así debido a que la cúpula cedió ligeramente.
El peso de la cúpula sin la necesidad de las columnas hizo pensar que se vendría abajo al quitar los andamios y para tranquilizar a los trabajadores y demás personas, Luis Moya organizó una comida con su familia justamente en el día que lo desmontaban en el centro de la iglesia.[cita requerida]
El suelo del templo es de mármol en su totalidad, y los bancos, pensados para dar cabida al millar de alumnos de la institución y a sus profesores, son de embero, un tipo de madera de Guinea Ecuatorial. Fueron tallados expresamente para el edificio y cada uno de ellos, diferente de los demás, fue realizado en una sola pieza y destinado a ocupar una posición determinada. Las columnas del baldaquino, de granito rosa de Porriño, también son de una sola pieza, con una altura cada una de 7,75 m.
Con la rehabilitación del complejo, la iglesia fue desacralizada, se retiró la simbología religiosa, a excepción de una sencilla cruz, y los bancos. Está destinada a espacio expositivo.

#### Teatro

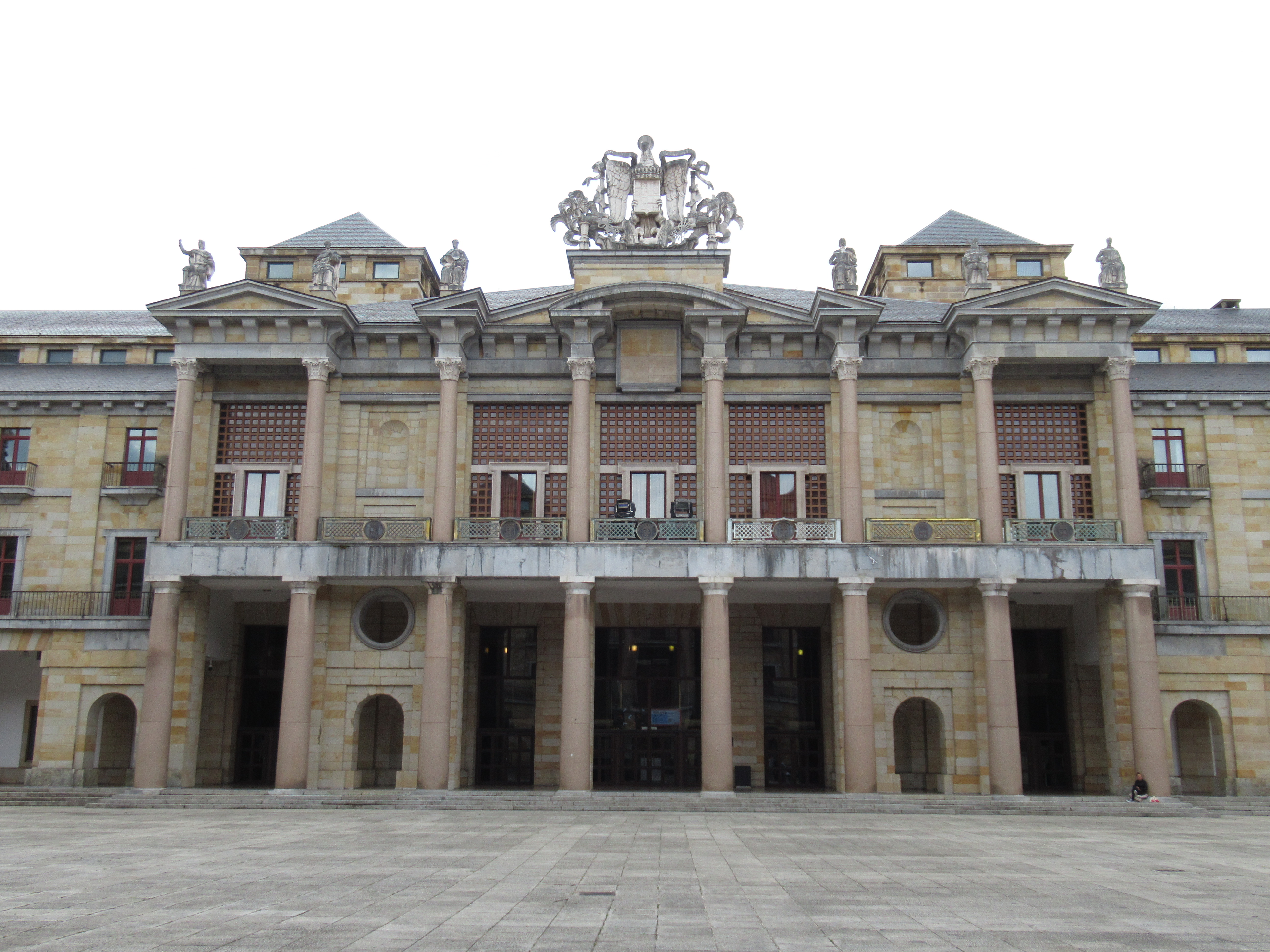
Fachada del teatro hacia el patio central

El teatro presenta una fachada de estilo helenístico y dimensiones —medidas de altura y anchura― similares a las del Partenón, la cual muestra un claro parecido con la puerta del mercado de Mileto y la biblioteca de Celso en Éfeso. Coronando su frontón central se eleva un gran escudo de España, según el modelo de 1945. Tiene su entrada custodiada por las estatuas de seis grandes escritores: Miguel de Cervantes, Leandro Fernández de Moratín, Pedro Calderón de la Barca, Tirso de Molina, Francisco de Quevedo y Lope de Vega. 
Su aforo es de 1.756 localidades, repartidas entre las 950 butacas del patio, los palcos y el anfiteatro. Fue el primer teatro totalmente climatizado de Europa, para lo cual contó con un revolucionario sistema subterráneo de distribución de aire. Antes de su restauración, contaba con un novedoso sistema de butacas reclinables, forradas de piel de cabra, aunque hasta hace poco se pensaba que era de piel de camello. Las butacas no pudieron conservarse durante la restauración y fueron sustituidas por un modelo más moderno.

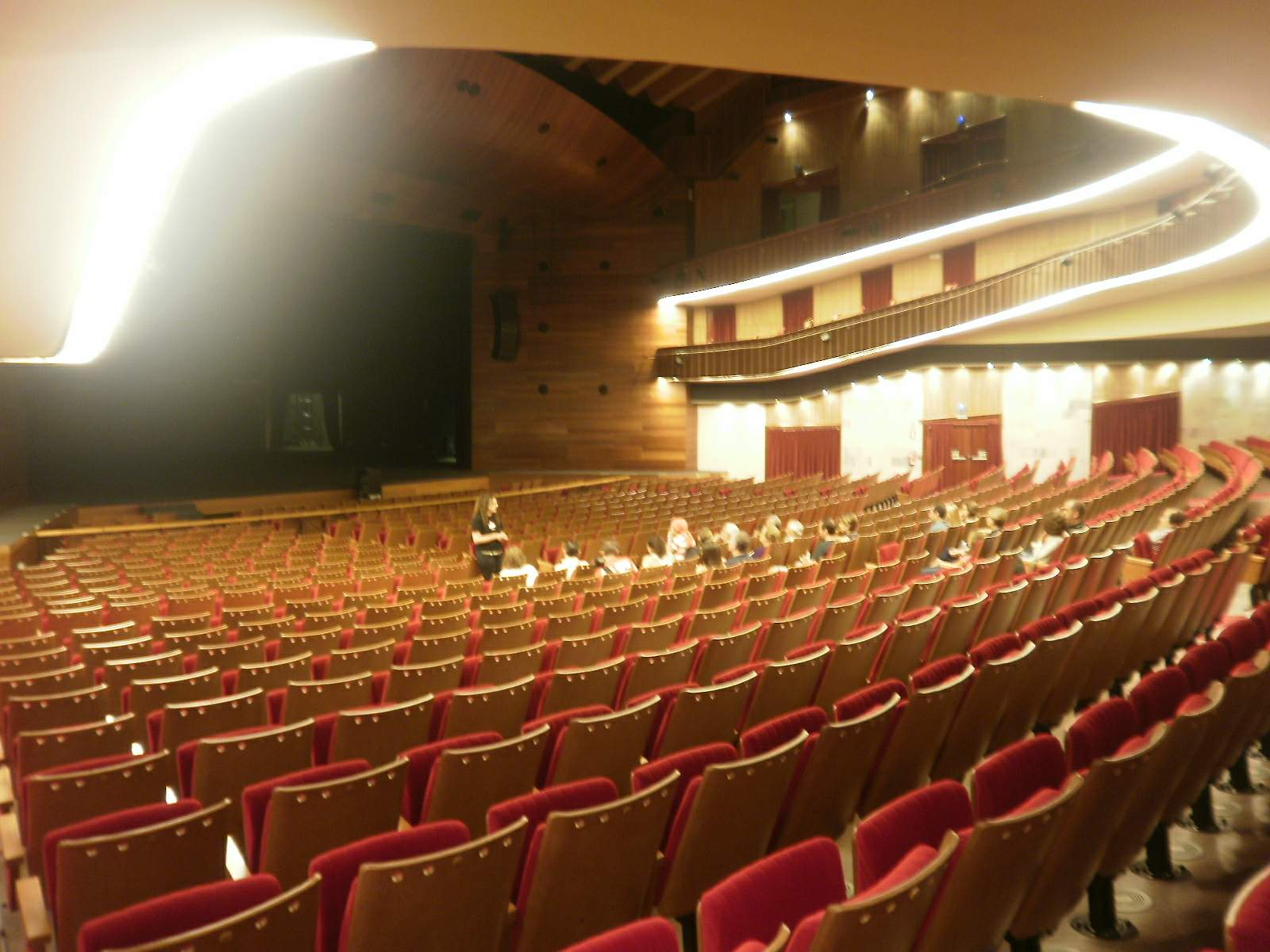
Patio de butacas del teatro

El frontis del escenario fue decorado con un fresco de ciento veinte metros cuadrados titulado Alegoría de las artes y oficios y realizado por el pintor andaluz Enrique Segura, autor también de los frescos de la Sala de Pinturas. En él se trataba de explicar plásticamente que es posible la nivelación de las clases sociales por medio de la cultura. El fresco mostraba asimismo a varios personajes del régimen franquista como Girón, Pinilla o Yagüe y a los arquitectos y escultores que participaron en la obra. En la restauración de 2007 fue tapado por una gran concha de madera. Esta actuación se justificó por su mal estado, el cual se calificó de irrecuperable como consecuencia de los problemas de humedades y desprendimientos que tenía en aquel momento.
La sala está dotada de una acústica extraordinaria. El estudio de las formas y materiales empleados logra una óptima propagación del sonido, de tal modo que un actor en el centro del escenario puede ser escuchado claramente desde cualquier punto del recinto. Si bien las características de la sala son ideales para voz, conferencias y música acústica, no son tan idóneas para música clásica. No obstante, durante las obras de reforma del edificio se hizo un esfuerzo por mantener la peculiar sonoridad del teatro.
También cabe señalar que posee un foso móvil. Este puede ser utilizado para ubicar a una orquesta, aumentar el aforo en 90 localidades o expandir el escenario, de acuerdo con lo que requiera el evento celebrado.

#### Torre

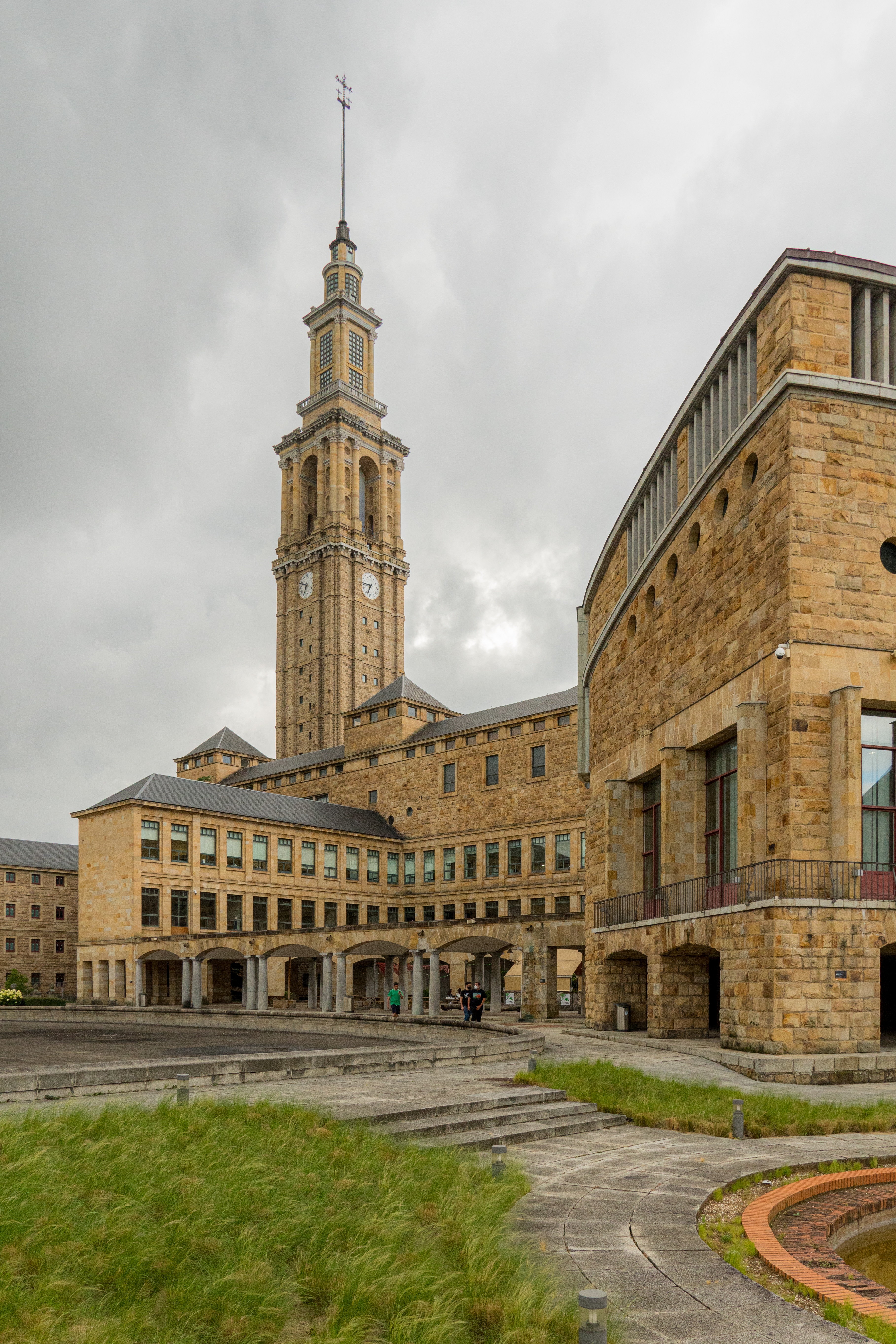
Torre.

Con una altura de 130 m, es el edificio más alto del Principado de Asturias, siendo más alta que la torre de la catedral de Oviedo y el edificio de piedra más alto de España. Un ascensor interno permite acceder al mirador, en la planta 17, desde donde se divisa la ciudad. Tiene como referentes estéticos diversos edificios históricos, como el Faro de Alejandría, la Torre de Hércules o la Giralda. Los azulejos que recubren los interiores de la torre son de cerámica de Talavera de la Reina. Puesto que fueron pintados a mano, cada uno de ellos es una pieza única.

#### Paraninfo
El paraninfo es un cuerpo al sur del conjunto con un diseño totalmente independiente al resto del edificio. Esto se debe a que su diseño fue elaborado por la arquitecta racionalista María Juana Ontañón y su marido, Manuel López-Mateos.

## Instalaciones deportivas

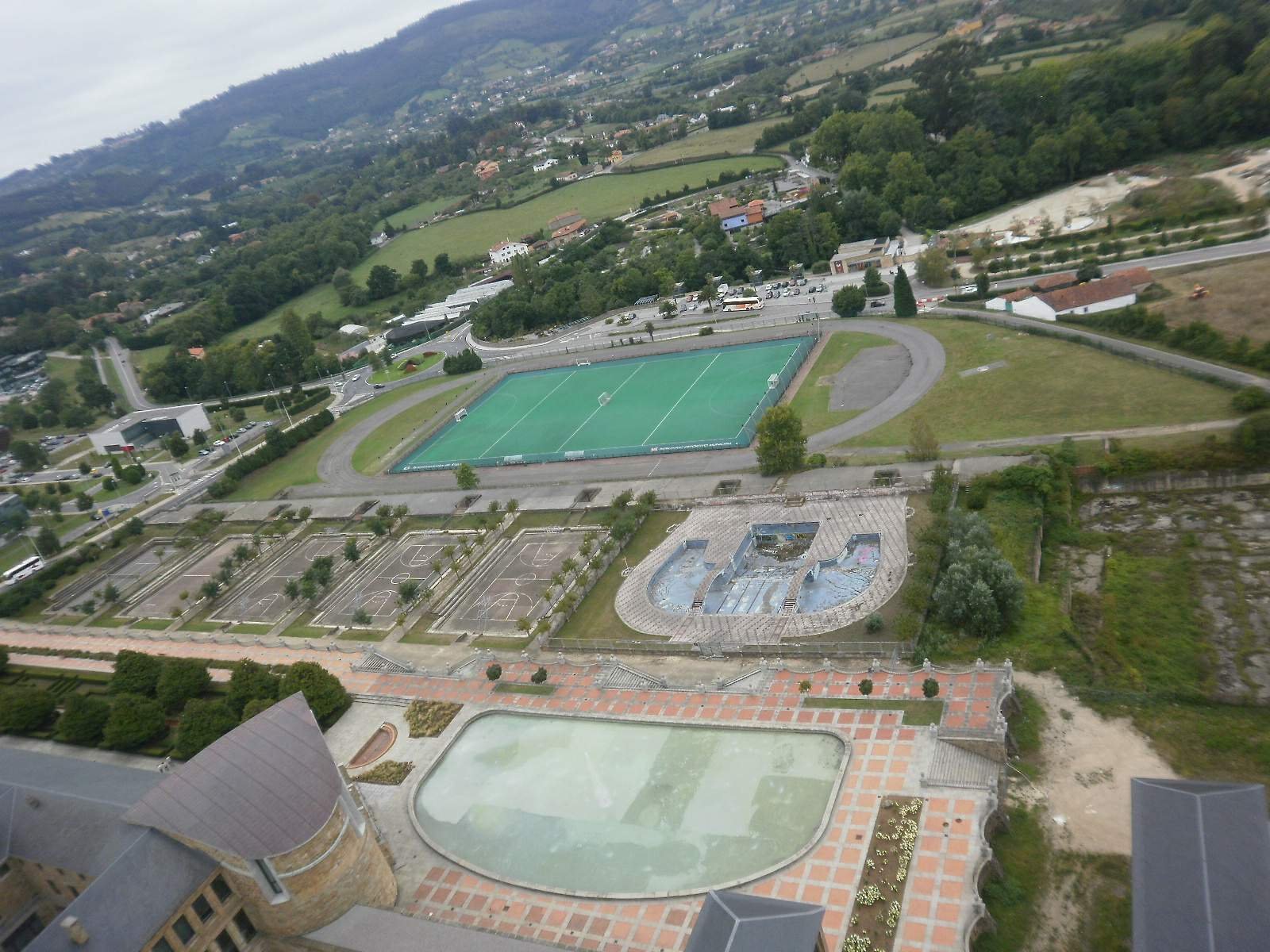
Las instalaciones deportivas, en el lado sur

La formación integral ofrecida en la institución no sólo incluía la cultura del trabajo, sino que debía «conformar al hombre completo». Efectivamente, la Universidad Laboral, como ciudad ideal, tenía que contar con espacios abiertos dispuestos para el desarrollo de la actividad física. En concreto, de deportes que fomentasen los valores de colaboración conjunta, de equipo.
La zona deportiva principal de la Universidad Laboral de Gijón se localiza en la zona meridional del complejo. Se planteó como una especie de prolongación de los jardines y consiste en una gran explanada donde van alternándose zonas verdes con cinco canchas deportivas para juegos de pistas ―baloncesto, tenis, etc.― y las piscinas. Todo este conjunto se abre en un amplio mirador hacia el campo de fútbol, la pista de atletismo que lo rodea, y el paisaje de Cabueñes. Por otro lado, a lo largo de la fachada norte y este, en la zona contigua a los talleres, se encuentra el polideportivo ―acomodado, de hecho en una de las naves de los talleres― y el frontón.
Curiosamente, los arquitectos encargados de concebir las instalaciones deportivas no querían incluir entre ellas un campo de fútbol en un inicio, si bien más adelante cambiaron de opinión.

En nuestro país, el deporte madre indiscutible es el fútbol. Grave problema. Estudiada a fondo la cuestión, resulta ser un deporte insano, por asimétrico, según el plano horizontal (el tenis, también, según el vertical). Si se une ese hecho a la aberración que todavía sigue, en el país, a costa del espectáculo en que se practica, nos llevó a eliminarle, en nuestros planes. Mas, luego, recapacitando, se llegó a encauzarlo hábilmente. Valdría más que se practique en toda regla, que a hurtadillas. Los deportes sanos (balonvolea, baloncesto, balonmano a 7 y a 11, natación, etc.) se potenciaron debidamente en el programa. La pelota, con sus variantes, por su rancia solera hispana, se incluyó.
Pedro Rodríguez Alonso de la Puente, 1981

Desafortunadamente, en la actualidad la mayoría de estas instalaciones deportivas, como el campo de rugby, han desaparecido ―por ejemplo, para construir el Parque Científico Tecnológico de Gijón― o han sido abandonadas ―como ha sucedido con las piscinas―.
En el campo de rugby se disputó el primer partido de este deporte en Asturias, el 24 de enero de 1965, entre el Revilla-Gigedo y el Castilla Guardia de Franco, y, en mayo de 1983, un partido internacional entre España y Gales.
En el campo de fútbol juega de local el equipo del Colegio de la Asunción desde 2012.

## Granja agronómica
La Universidad Laboral incluía dos granjas, la Granja Lloreda, en El Infanzón (actualmente ocupada por un campo de golf municipal y un hotel), y la Granja Covadonga, en el valle de Candanal, en Somió (actualmente ocupada por el Centro Asociado de la UNED en Asturias, el Instituto de Enseñanza Secundaria Universidad Laboral y el Centro de empresas INTRA).

## Uso actual

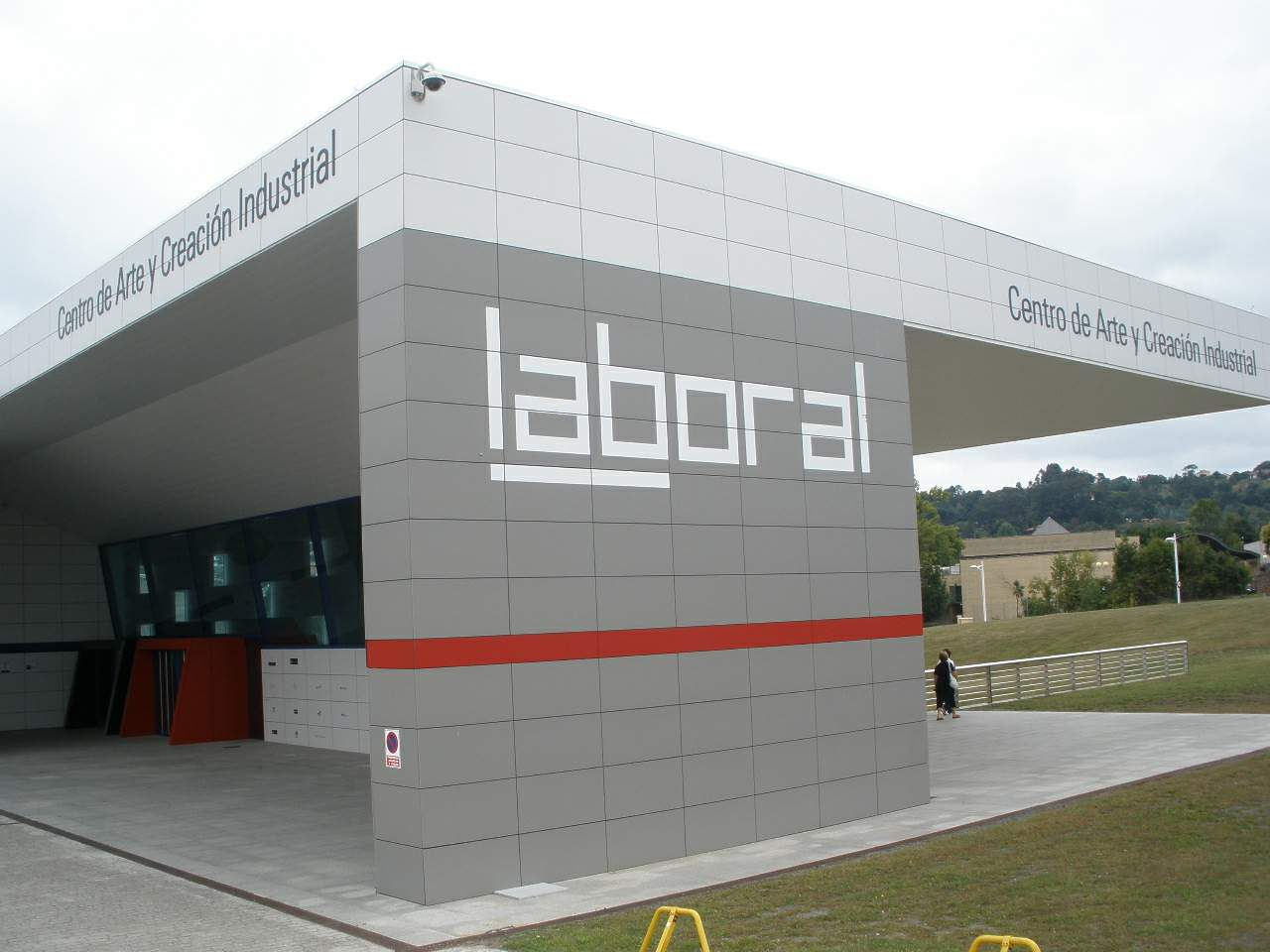
LABoral, centro de arte contemporáneo

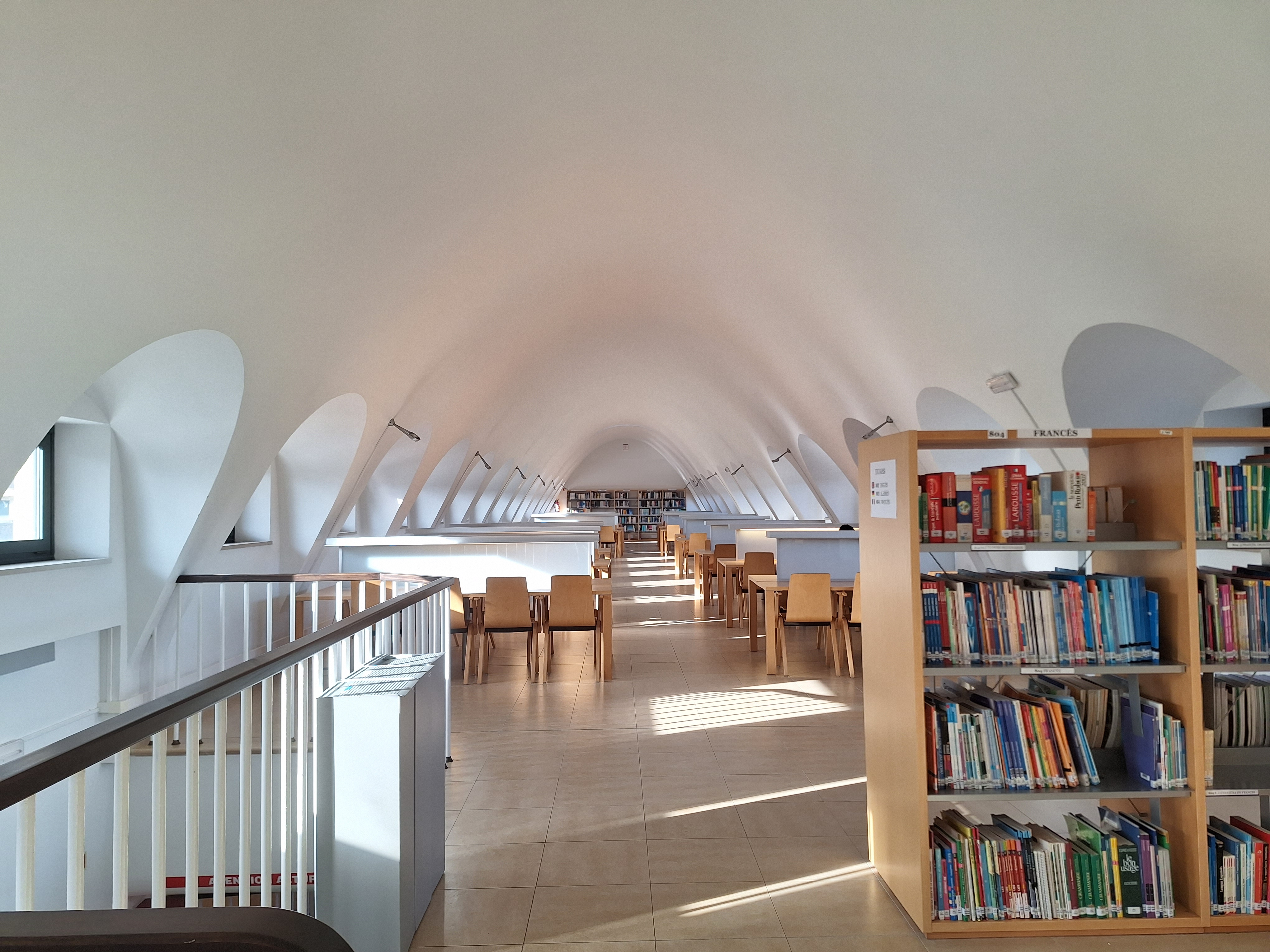
Biblioteca de la Facultad de Comercio

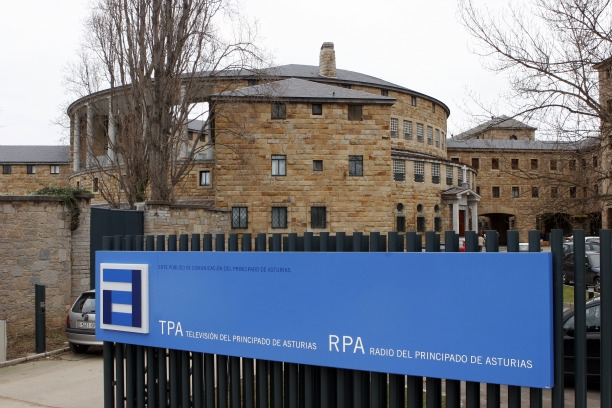
La sede de RTA, en el antiguo convento

El gran tamaño del edificio dio pie a un ambicioso y diverso plan de usos presentado en 2003.
En las instalaciones de la Universidad Laboral, antiguamente pertenecientes a la Fundación «José Antonio Girón», se ubican en la actualidad:
- Facultad de Comercio, Turismo y Ciencias Sociales Jovellanos: Este centro educativo de la Universidad de Oviedo se encuentra desde 2007 en el ala sur y este del edificio principal. Su antigua sede estaba en la plaza del Instituto.[54]
- Escuela Superior de Arte Dramático de Asturias, en el sector norte del edificio. Fue creada en el año 2002 e inicialmente se situó en el antiguo Instituto de Ciencias Sociales del Trabajo (INTRA), hasta que en 2006 se trasladó a su actual ubicación.
- Conservatorio Profesional de Música y Danza de Gijón, en la esquina noroccidental del inmueble.
- Centro Integrado de Formación Profesional de los Sectores Industrial y de Servicios, ubicado en los antiguos talleres del sector oriental del edificio. Abastece a más de 2.000 alumnos.
- LABoral Centro de Arte y Creación Industrial, ubicado en las naves de los antiguos talleres. También cuenta con un pabellón anexo de estilo contemporáneo.
- "Minipisos", 102 viviendas de reducido tamaño y alquiler asequible ofertadas a menores de 35 años ubicadas en el cuadrante norte y oeste del edificio. Se entregaron en 2011 y pertenecen a Viviendas del Principado de Asturias (VIPASA).[54]
- Centro de I+D+i de la unidad de negocio de escaleras mecánicas, pasillos rodantes y pasarelas de embarque de la multinacional alemana TK Elevator, en el ala norte del edificio principal, con una nave añadida de aproximadamente dos mil metros cuadrados, en la cual se prueban los prototipos de los futuros modelos de la empresa.[35]
- Radiotelevisión del Principado de Asturias, ubicada desde 2005 en el antiguo convento de las clarisas.
- Sociedad Pública de Gestión y Promoción Turística y Cultural del Principado de Asturias, ubicada en la fachada oriental. Esta institución pública es el órgano rector de Laboral, Ciudad de la Cultura.[55] La sede incluye un área institucional destinada a dependencias del presidente de Asturias (por entonces Vicente Álvarez Areces) y a las reuniones del Consejo de Gobierno.[56]
- Hospital de Cabueñes, Tanatorio Gijón Cabueñes y Parque Científico Tecnológico de Gijón en antiguos campos deportivos.
- Centro de empresas INTRA, Instituto de Enseñanza Secundaria Universidad Laboral y Centro Asociado de la UNED en Asturias en edificios de la antigua Granja Covadonga.
- campus de Gijón de la Universidad de Oviedo en campos de la antigua Granja Covadonga.
- Campo Municipal de Golf La Llorea en los terrenos de la Granja Lloreda, en El Infanzón.
- Hotel Palacio de La Llorea en el edificio de la Granja Lloreda, en El Infanzón.

La cadena hotelera AC Hotels proyectó la apertura de un hotel de cinco estrellas ocupando la antigua residencia femenina, en la esquina suroccidental, a los pies de la torre, mediante un convenio firmado 2007 que se paralizó en 2009 debido a la crisis.
En 2025 el Gobierno de Asturias propuso trasladar la Facultad de Enfermería de Gijón desde el cercano Hospital de Cabueñes hasta la zona de La Laboral que un inicio se iba a destinar al hotel de lujo. Sería el segundo equipamiento universitario que se traslada a la Universidad Laboral, después de la Facultad "Jovellanos".La zona que ocuparía el hotel se había propuesto en 2022 infructuosamente como sede de la Agencia Española de Supervisión de la Inteligencia Artificial, que se asentó en La Coruña.

## En la cultura popular
El edificio ha sido utilizado en varios rodajes cinematográficos, como algunos del director José Luis Garci, La gran aventura de Mortadelo y Filemón, Campamento Flipy, Fuga de cerebros simulando la Universidad de Oxford o la serie La Zona.

## Polémicas

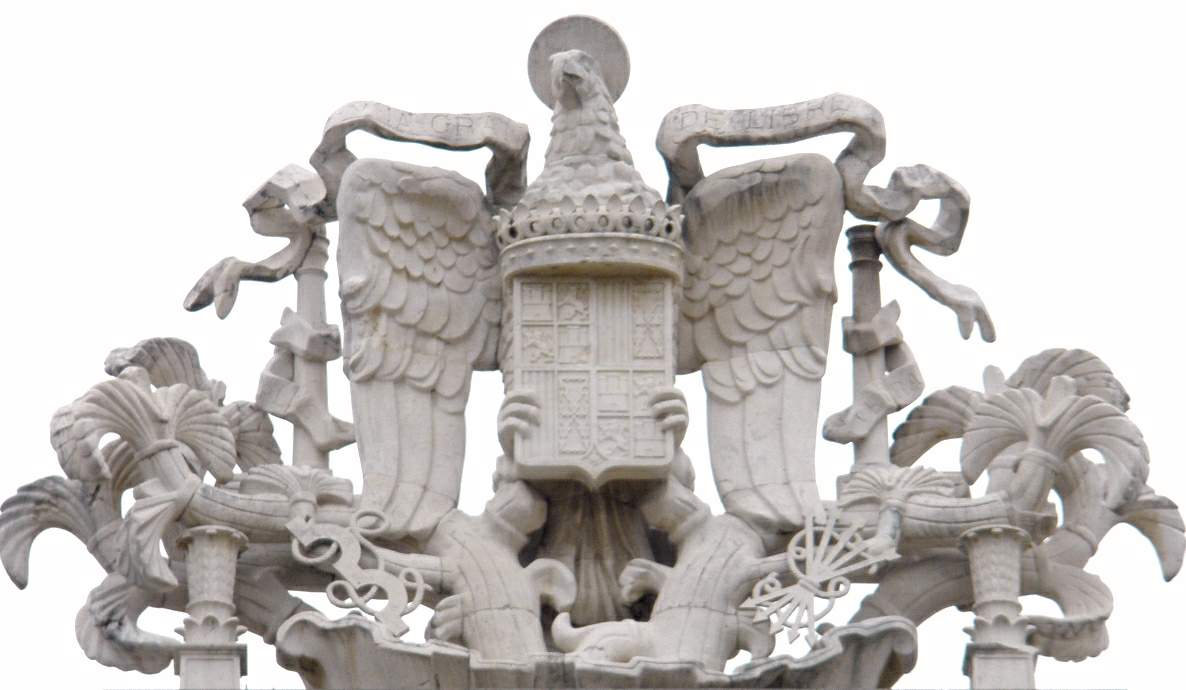
Escudo de España de 1945, con el águila de San Juan, el yugo y las flechas

Durante varios años pesó sobre la Laboral la etiqueta de "franquista", lo que contribuyó a su decadencia y abandono por parte de las instituciones locales y regionales.[cita requerida] Curiosamente, Francisco Franco nunca visitó el complejo ni mostró el interés que un edificio de estas características podría suscitarle. Carmen Polo, por su parte, hizo varias visitas al centro.
Esta concepción negativa cambió con la recuperación por parte del gobierno de Vicente Álvarez Areces, que la convirtió en uno de los símbolos de su programa electoral de las Elecciones de 2003. Rápidamente el complejo fue declarado Bien de Interés Cultural. Desde el primer momento se puso en cuestión la conservación o no de algunos de los símbolos que hacían referencia al Régimen. Finalmente algunos fueron retirados y otros conservados. En 2009 los guías turísticos asignados al centro denunciaron que se les obligaba a ocultar el pasado franquista del edificio. En 2020 se retornó a esta cuestión después de que los grupos de Partido Popular, Ciudadanos, Foro y Vox promoviesen en un pleno en el Ayuntamiento impulsar la candidatura de La Laboral como Patrimonio de la Humanidad. Los partidos de izquierda rechazaron la propuesta, y la alcaldesa de Gijón argumentó que no se debía de hacer "por franquista". Tras las críticas de diferentes plataformas locales y una manifestación, PSOE cambió su postura.